# Eiffage Infra-Südwest
Die Eiffage Infra Südwest GmbH (vormals Faber Bau GmbH, vormals Wilhelm Faber GmbH) ist ein deutsches Bauunternehmen und wurde 1909 in Schlierschied im Hunsrück gegründet. Der Gründer Wilhelm Faber (1886–1951) konzentrierte sich anfangs auf Maschinenarbeiten, Lohndrusch und Brennholzschneiden.
Im Jahre 1919 weitete er die Leistung des Unternehmens auf den Straßenbau aus. Damit begann ein kontinuierliches Wachstum, welches das Unternehmen in alle Bereiche des Straßen- und Tiefbaus führte. Nach dem Tod Wilhelm Fabers führten seine Söhne Hermann und Karl das Unternehmen in Schlierschied weiter.
1963 wurde in Alzey eine Niederlassung gegründet, deren Leitung Hermann Faber übernahm.
Im Jahre 1979 wurde das Unternehmen zwischen den beiden Brüdern geteilt; sie bauten beide Betriebe jeweils mit ihren Söhnen zu modernen Bauunternehmen für die Bereiche Tief- und Straßenbau aus. 1991 erfolgte die Gründung einer Niederlassung in Kesselsdorf in unmittelbarer Nähe von Dresden.
Im Laufe der Jahre entstand in Alzey eine Unternehmens-Gruppe, die nicht nur im Bereich Hoch-, Tief- und Straßenbau sowie Wassertechnik ihre Leistungen als Generalunternehmer anbietet, sondern zu der auch Unternehmen der Rohstoffgewinnung, der Produktion von Baustoffen jeder Art und des Handels damit gehörten.
2010 übernahm der französische Baukonzern Eiffage die Unternehmensgruppe.

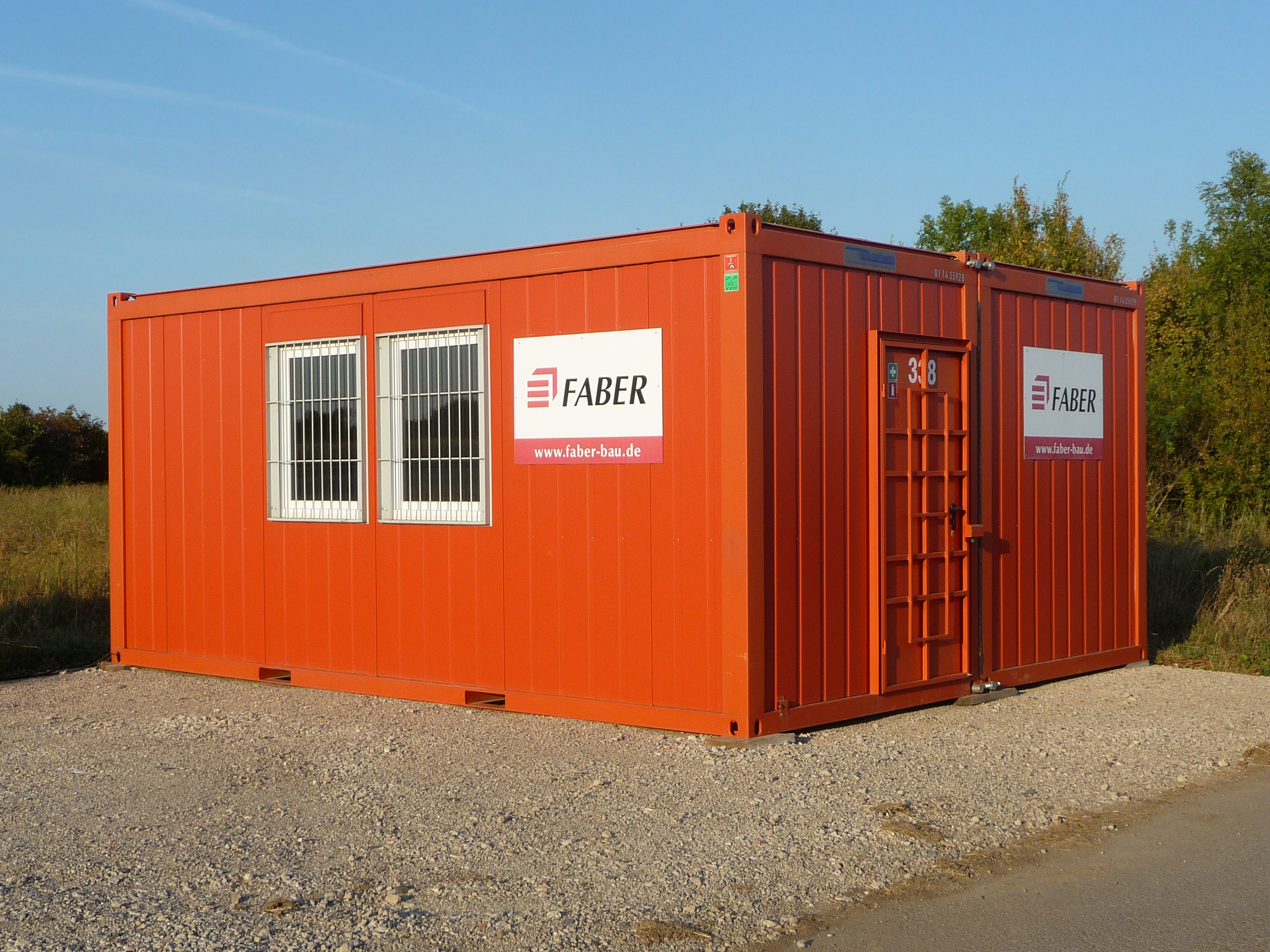
Bürocontainer von Faber Bau

2016 erfolgte die Ausgliederung der Betriebsteils Ost der Faber Bau GmbH in die neu gegründete Faber Infra-Bau GmbH mit Sitz in Wilsdruff (bei Dresden). 2017 wurde die Faber Straßen- und Tiefbau GmbH in Schlierschied auf die Faber Bau GmbH Alzey verschmolzen und wird seitdem als Niederlassung der Faber Bau GmbH Alzey geführt.
Im November 2020 wurde die Faber Bau GmbH in Eiffage Infra-Südwest GmbH umbenannt.